# Ендрю Бритън
Ендрю Бритън (на английски: Andrew Britton) е американски писател на бестселъри в жанра шпионски трилър.

## Биография и творчество
Ендрю Бритън е роден на 6 януари 1981 г. в Питърбъроу, Англия. Има брат и сестра. В ранното си детство живее в Питърбъроу и в Камлог, Арма, Северна Ирландия, родното място на майка му. През 1988 г. семейството емигрира в САЩ. Първоначално живеят в Гранд Рапидс, Мичиган, а после в Ралей, Северна Каролина.
След завършване на гимназията в Ралей през 1999 г. той постъпва в американската армия като боен инженер и служи в продължение на три години в първи инженер батальон във Форт Райли, Канзас, и във втора пехотна дивизия в Корея. След приключване на военната си служба с почести през 2002 г. учи първоначално в Техническия колеж в Ралей, а после в Университета на Северна Каролина в Чапъл Хил, където получава диплома по икономика и по психология.
Докато учи в университета започва да пише тайно от семейството си. Първият му трилър „Американецът“ от поредицата „Райън Кийли“ е публикуван през 2006 г. Той веднага става международен бестселър и дава бърз старт на останалите части.
Ендрю Бритън умира внезапно на 27-годишна възраст от недиагностицирано сърдечно заболяване на 18 март 2008 г. в Дърам, Северна Каролина. Оставя многобройни ръкописи, които са довършени за публикуване.
След смъртта му неговия брат изпада в дълбока депресия и след 2 години се самоубива.

## Произведения

### Серия „Райън Кийли“ (Ryan Kealey)
1. Американецът, The American (2006) – издаден и като „Heart of Betrayal“
2. The Assassin (2007)
3. The Invisible (2008)
4. The Exile (2010)
5. The Operative (2011)
6. The Courier (2013)
7. Threatcon Delta (2014)